# Pennsylvanias flag
Pennsylvanias flag er blåt og har delstatens våben i midten. Det blev indført 13. juni 1907 og skal officielt have størrelsesforholdet 27:37.
Delstatens våben består af et skjold som er delt i tre og som indeholder et skib, en plov og kornneg. Hjelmtegnet består af en hvidhovedet amerikansk havørn (Haliaeetus leucocephalus), mens skjoldholderne er to sorte heste. Mottoet er virtue, liberty and independence.
I lighed med mange andre delstater, hvor flagdugen også er blå, har Pennsylvanias flag militære faner som forbillede. Også delstaterne Connecticut, South Carolina, New Hampshire, Virginia, New York, Vermont, Kentucky, Indiana, Maine, Michigan, Wisconsin, Minnesota, Oregon, Kansas, Nevada, Nebraska, North Dakota, Montana, Idaho, Utah og Alaska har delstatsflag med blå flagdug. Louisiana, Oklahoma og South Dakota benytter en noget lysere blåfarve i sine delstatsflag, mens Delawares delstatsflag har en lysere, gråblå farvetone.

## Ekstern henvisning
- Pennsylvania. Past and Present. Symbols fra Pennsylvania Historical and Museum Commission